# Campeonato Carioca 1965
In 1965 werd het 60ste Campeonato Carioca gespeeld voor voetbalclubs uit de Braziliaanse staat Guanabara. De competitie werd gespeeld van 11 september tot 19 december. Flamengo werd kampioen.

## Eindstand
| Plaats | Club          | Wed. | W  | G | V  | Saldo | Ptn. |
| ------ | ------------- | ---- | -- | - | -- | ----- | ---- |
| 1.     | Flamengo      | 14   | 10 | 2 | 2  | 18:8  | 22   |
| 2.     | Bangu         | 14   | 8  | 4 | 2  | 26:9  | 20   |
| 3.     | Fluminense    | 14   | 7  | 3 | 4  | 24:15 | 17   |
| 4.     | Botafogo      | 14   | 6  | 5 | 3  | 18:16 | 17   |
| 5.     | Vasco da Gama | 14   | 7  | 1 | 6  | 24:17 | 15   |
| 6.     | Bonsucesso    | 14   | 3  | 3 | 8  | 10:25 | 9    |
| 7.     | America       | 14   | 1  | 5 | 8  | 19:29 | 7    |
| 8.     | Portuguesa    | 14   | 1  | 3 | 10 | 10:30 | 5    |

|  | Kampioen |

### Kampioen
| Campeonato Carioca de 1965    |
| Rio de Janeiro                |
| ----------------------------- |
| FLAMENGO Kampioen (15° titel) |

## Topschutters
| Speler            | Speler       | Goals | Club          |
| ----------------- | ------------ | ----- | ------------- |
| Vlag van Brazilië | Amoroso      | 10    | Fluminense    |
| Vlag van Brazilië | Paulo Borges | 9     | Bangu         |
| Vlag van Brazilië | Célio        | 7     | Vasco da Gama |
| Vlag van Brazilië | Silva Batuta | 7     | Flamengo      |
| Vlag van Brazilië | Sabará       | 7     | Bonsucesso    |